# غروان مائي

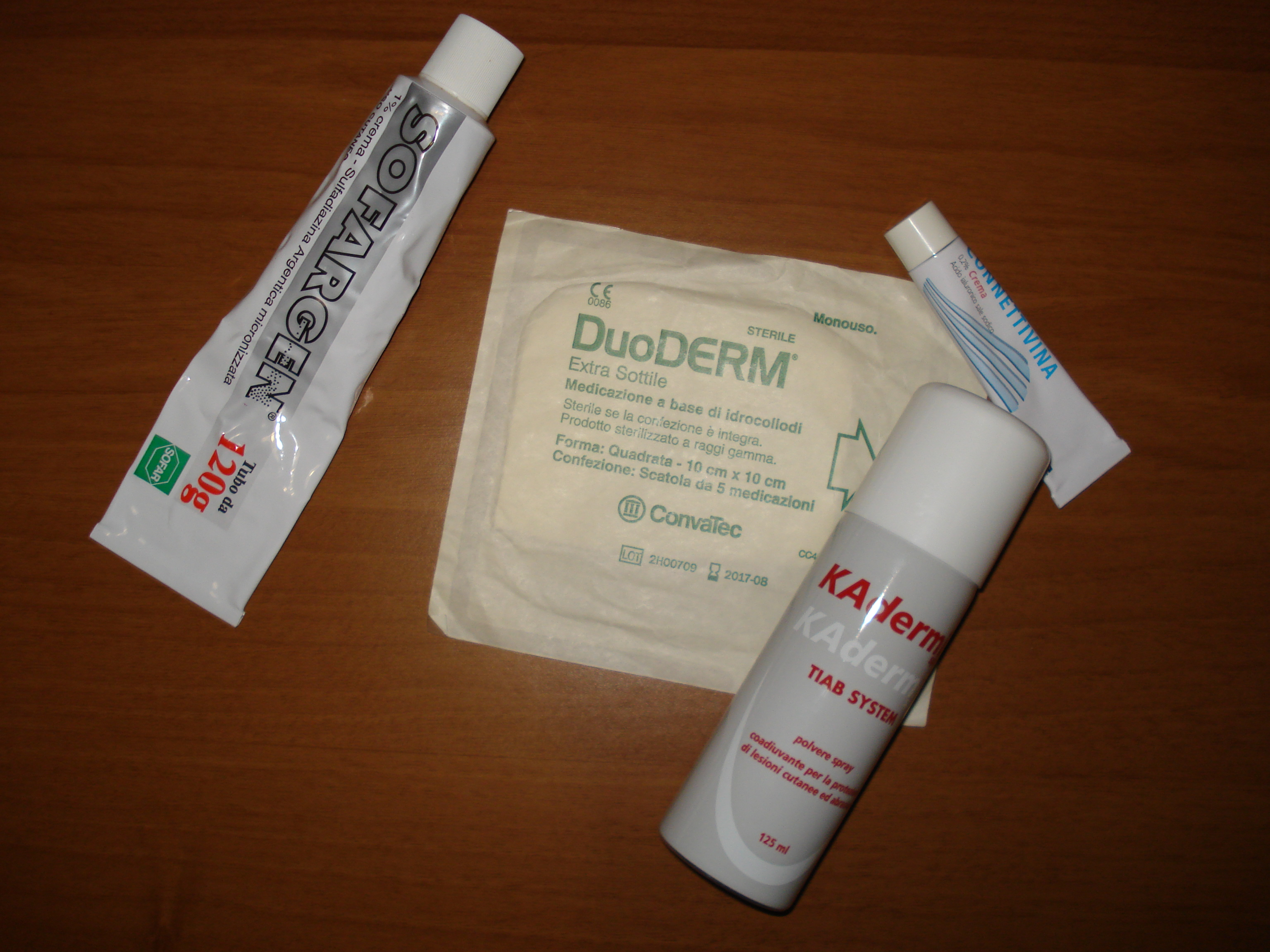

الغَرَوانِيَّةٌ المَائِيَّة أو الغروان المائي أو ضماد الهيدروكولويد أو الضماد الغروائي المائي هي ضمادة شفافة أو شبه شفافة، قابلة للتحلل الحيوي والتنفس والالتصاق بالجلد لذلك لا تحتاج إلى إزالتها. إن السطح الفعال للضماد يغطى بكتلة لاصقة مترابطة تحتوي على الهلام المنتشر والبكتين وكربوكسي ميثيل السليولوز مع مبلمرات وأشكال لاصقة أخرى لتشكل رقاقة مرنة، عند ملامسة خراج الجرح ؛ تمتص السكريات والمبلمرات الأخرى الماء وتنتفخ وتكون مادة هلامية، صممت المادة الهلامية للتصريف أو للبقاء داخل تركيب المادة اللاصقة. تعمل الحالة الرطبة المنتجة تحت الضمادة تعزز تحلل الألياف وتكون الأوعية وتشفي الجروح، دون أن تسبب ليونة أو تحطم الأنسجة.
يتم تكوين المادة الهلامية لامتصاص خراج الجرح الكامن داخل تركيب المادة اللاصقة، معظم الضماد الغروائي مقاوم للماء يسمح للغسيل والاستحمام بشكل طبيعي.

## الاستخدامات
تستخدم الضمادات الغروائية في علاج الجروح غير الملتهبة، ومن الممكن استخدامها تحت إشراف طبي في حال وجود عدوى هوائية، يجب معالجة العدوى بشكل مناسب.
يتم تطبيق هذه الضمادات على الجروح المعقمة، وتستخدم هذه الضمادات الغروائية على الوجه لبقع حب الشباب ،اما الحجم الصغير منها يستخدم لحب الشباب، ليس هذا وحسب وإنما تستخدم لتجنب ندبات حبوب الشباب، وكما تستخدم لحماية وجه المريض من الأنبوب الأنفي المعدي وقناع الضغط الهوائي الإيجابي المستمر على وجه المريض، تستخدم الضمادات الغروائية للتقرحات ( التي تعرف ب تقرحات السرير )، وأيضاً تستخدم في علاج الأكزيما، وتعمل على إحكام مرهم ستيرويد تحت الضمادة من اجل توفير حاجز ضد الخدش.

### فعاليته
حسب النتائج التحليلية تشير إلى عدم وجود اختلاف كبير في معدلات الشفاء بين الضمادات الغروائية والضمادات الأخرى، وهذا ( يتضمن الضمادات البسيطة ) للتقرحات الوريدية أو تقرحات قدم السكري.
هناك أدلة أولية غير واضحة بالنسبة إلى الضمادات الغروائية الخاصة بالحروق السطحية والجزئية
، ومع ذلك فان هذه الضمادات متفوقة على مواد أخرى مثل : ( الجينات، الأغشية، الشاش، الألياف الهيدروجينية، السيلكون ) وهذا لعلاج مواقع التبرع للرقع الجلدية.